# Diga di Taki
La diga di Taki (滝ダム?, Taki damu) è una diga a gravità sul fiume Tadami, 7,3 km ad est di Tadami nella prefettura di Fukushima, in Giappone. I sondaggi per la diga furono condotti nel 1958, la costruzione cominciò nel 1959 e la diga fu completata nel 1961. Lo scopo primario della diga è la produzione di energia idroelettrica; essa alimenta una centrale idroelettrica da 92 MW che consiste di 2 turbine Kaplan da 46 MW. La diga è alta 46 m e lunga 264 m. Essa crea un invaso con una capacità di m3, dei quali 10.300.000 m3 sono attivi (o "utili") per la produzione di elettricità. Lo sfioratore della diga è controllato da quattro paratoie e ha una capacità di scarico di 200 m3/s.